# 快报时间
《快报时间》是一档隶属于杭州都市快报的电视节目。2011年起在浙江移动频道播出，最初时长20分钟。2012年起在浙江电视台7套公共新农村频道播出。片长改为25分钟。该栏目口号是“轻松又实用 只报好消息”。节目延续了都市快报亲民的风格，话题以生活服务类为主。最受欢迎的板块是《好奇实验室》，属于实验类新闻，用实验方式验证互联网上的传言，并传播生活中的科普知识。
《快报时间》栏目是中国为数不多的由平面媒体报纸跨界制作的电视节目，其主创人员约30人，目前节目播出时间段为晚间11点。日均收视率可能接近0.3。